# Lehmener Lay
Lehmener Lay ist die kleinste der vier Weinlagen in Lehmen an der Untermosel (Terrassenmosel).
Als 'laia' aus dem Gallischen ins Treverische entlehnt und weitergegeben. Das mhd. 'leie' bezeichnet den Schieferfels. Es handelt sich um eine terrassierte Steilstlage auf steinigem Schiefer- und Grauwackeverwitterungsboden (60 % steil, 40 % hängig). Die Gesamtfläche beträgt ~ 3 ha. Bewirtschaftet werden etwa 2,3 ha, davon 1 ha bereits seit 1989 kontrolliert biologisch.
Die Hangneigung beträgt bis zu 70 %, in Richtung Ostsüdost (80 bis 150 m ü. NHN).
Es werden zu ca. 90 % Reben der Sorte Riesling und zu ca. 10 % der Sorte Prinzipal angebaut.